# Damora pauliana
Damora pauliana är en fjärilsart som beskrevs av Alexander von Nordmann 1851. Damora pauliana ingår i släktet Damora och familjen praktfjärilar. Inga underarter finns listade i Catalogue of Life.